# Pinnixa scamit
Pinnixa scamit är en kräftdjursart som beskrevs av Martin och Zmarzly 1994. Pinnixa scamit ingår i släktet Pinnixa och familjen Pinnotheridae. Inga underarter finns listade i Catalogue of Life.